# سیارک ۱۷۱۱۵۳
سیارک ۱۷۱۱۵۳ (به انگلیسی: 171153 Allanrahill، نامگذاری:2005GL81) صد و هفتاد و یک هزار و صد و پنجاه و سومین سیارک کشف شده‌است که در ۱۰ آوریل ۲۰۰۵ کشف شد.